# Cơm gà Hải Nam
Cơm gà Hải Nam (tiếng Trung: 海南鸡饭; Hán-Việt: Hải Nam kê phạn, tiếng Anh: Hainanese chicken rice) là một món ăn có nguồn gốc từ Trung Quốc và là một món ăn phổ biến trong ẩm thực Trung Hoa, ẩm thực Malaysia và ẩm thực Singapore; ngoài ra nó cũng được bày bán thông dụng ở Thái Lan. Cơm gà Hải Nam được chế biến dựa theo một món ăn khác cũng của Hải Nam là món gà Văn Xương (文昌雞 - Văn Xương kê). Cái tên "cơm gà Hải Nam" được gọi theo nguồn gốc Hải Nam của nó và theo quá trình phổ biến nó trong cộng đồng Hoa kiều người Hải Nam ở khu vực Nam Dương (tên vùng Đông Nam Á hiện nay theo cách gọi xưa của Trung Quốc). Phiên bản cơm gà Hải Nam ở khu vực Malaysia thật ra là một sự kết hợp giữa các yếu tố của ẩm thực Hải Nam, ẩm thực Quảng Đông và các yếu tố của nền ẩm thực bản địa Đông Nam Á.

## Chế biến

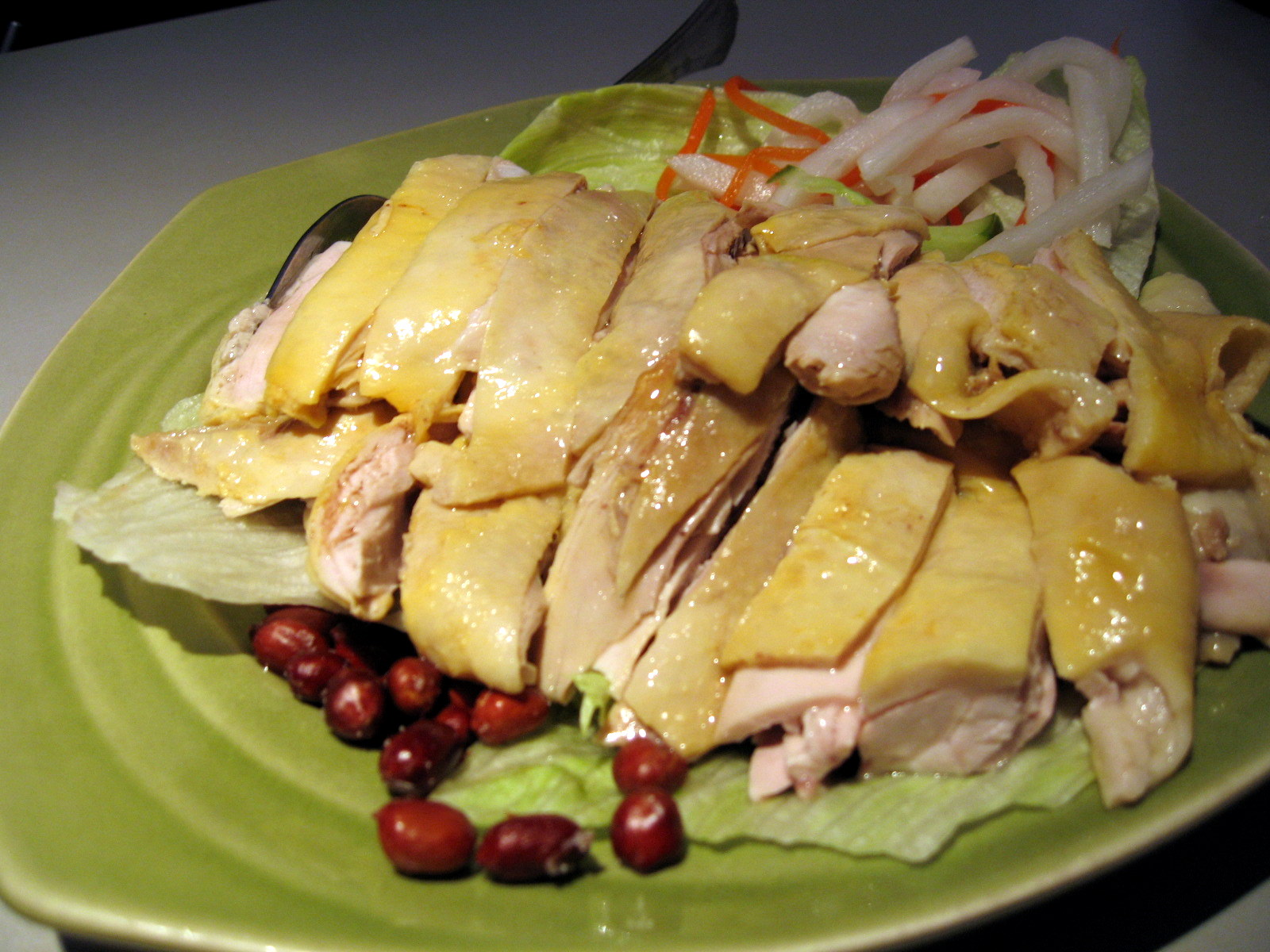
Thịt gà trong cơm gà Hải Nam.

Thịt gà trong món này được chế biến theo cách truyền thống của Hải Nam, trong đó nguyên con gà được luộc trong nước luộc xương gà và heo; nước luộc này được tái sử dụng nhiều lần và chỉ châm thêm nước khi thấy cần thiết, phù hợp với phong cách nấu ăn Trung Hoa trong việc tạo nên "nước súp mặn". Chú ý rằng loại nước luộc này không dùng trong việc chế biến món cơm mà một loại nước luộc gà khác sẽ được dùng đặc biệt cho công việc này, kết quả là sản sinh ra một món cơm có vị đậm đà và nhiều dầu; đôi khi lá dứa dại của vùng bản địa Đông Nam Á cũng được thêm vào. Thỉnh thoảng nước cốt dừa cũng được dùng trong món cơm gà Hải Nam, giống như trong món nasi lemak của Mã Lai.
Trong món cơm gà, Người dân Hải Nam ưa dùng các loại gia cầm già và béo để tăng tối đa lượng dầu mỡ chiết xuất được trong quá trình chế biến, nhờ đó làm món ăn thêm đậm đà. Tuy nhiên theo thời gian món cơm gà Hải Nam bắt đầu hấp thu các yếu tố của ẩm thực Quảng Đông, ví dụ như lựa chọn các gia cầm non hơn để thịt được mềm hơn. Trong một phiên bản của cơm gà Hải Nam, gà sau khi nấu sẽ được nhúng vào nước đá để tạo một lớp vật chất dạng hồ hay thạch bao quanh da gà; món này gọi là "gà trắng" (白雞, bạch kê), phiên bản này hơi trái ngược với các phiên bản truyền thống như "gà mặn" (滷雞, lỗ kê) hay "gà nướng" (燒雞, thiêu kê). Ở Singapore, tính chất hiện đại của xã hội nước này khiến việc tích giữ phần nước luộc gà không còn khả thi và vì thế gà được luộc trong nước gừng và tỏi, còn nước luộc gà sẽ được dùng để chế biến phần cơm và phần canh súp dùng kèm. Một phiên bản khác của món cơm gà ở Singapore và Malaysia dùng thịt gà đã được loại bỏ hết xương.
Món cơm gà Hải Nam thường được dùng kèm với một số gia vị như tương ớt và gừng giã nhuyễn. Ở Hải Nam, người dân còn thường dùng thêm cả dầu hào, trong khi xì dầu thì thông dụng ở Malaysia và Singapore. Ở Mã Lai và Singapore, cơm gà Hải Nam cũng được chế biến nóng hơn - phản ánh ảnh hưởng của ẩm thực Đông Nam Á - và được dùng kèm với ớt và tỏi. Phần lớn món cơm gà cũng được dùng kèm với dưa leo, điều này phản ánh quan niệm của người Trung Hoa về việc dùng thêm vài nguyên liệu cho món ăn được hoàn hảo hơn.

## Các phiên bản

### Malaysia

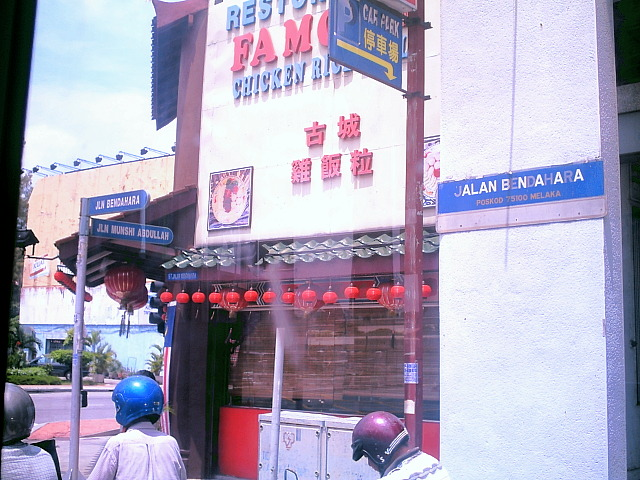
Một quán cơm nắm với gà ở Malacca, Malaysia

Ở Malacca, cơm gà thường được bán ở dạng cơm nắm thay vì dạng thông thường, và được gọi là cơm nắm gà. Cơm hấp được nắn lại thành hình cầu với kích thước bằng quả bóng chơi golf và dọn kèm với thịt gà chặt miếng. Phiên bản cơm gà này cũng được ăn như phiên bản thông thường, đảm bảo mỗi miếng cơm đều có một chút gà và xì dầu với ớt. Các đầu bếp lão làng cho rằng việc phần cơm được nắn lại thành hình cầu nhằm đảm bảo cho nó được giữ nóng từ khi nó được nấu (thường vào sáng sớm) cho đến lúc dọn ra cho thực khách. Tức là, những nắm cơm như thế này khi được tích trữ trong các thùng gỗ sẽ được giữ nóng lâu hơn so với thông thường. Một ý kiến khác cho rằng các nắm cơm dễ vận chuyển hơn và những người công nhân ở đồn điền có thể dễ dàng mang nó từ nơi làm việc về nhà. Hiện nay, các phần cơm nắm được đánh giá và thưởng thức như là một thức ăn mới lạ hơn là có công dụng nào khác.

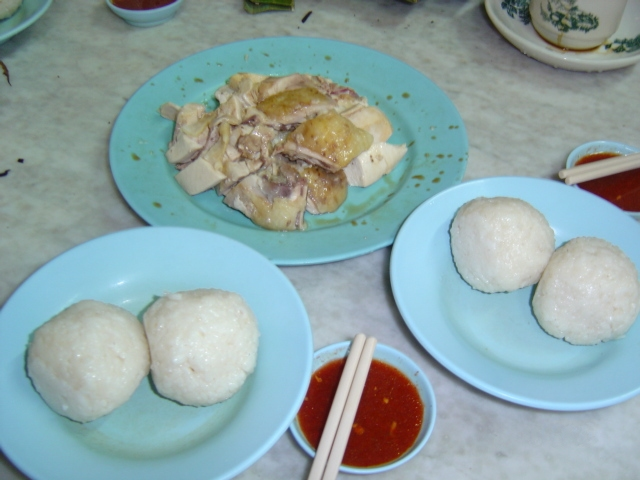
Nắm cơm gà ở Muar, Johor, Malaysia

Món cơm gà với giá đỗ (Ngah Choi Kai Fan) ở vùng Ipoh, Malaysia là một phiên bản cơm gà của Quảng Đông với gà hấp ăn kèm với giá đậu xanh và cơm trắng (thay vì cơm nêm gia vị và dầu). Phiên bản này rất thông dụng và nhiều quán cơm gà khác cũng dần áp dụng nó bằng cách thêm giá đỗ kèm với gà. Món cơm gà có thể được dọn kèm với một bát súp thịt viên làm từ thịt lợn. Và nhiều quán hàng khác cũng bán kèm các nội tạng gà như mề, gan, ruột - những nội tạng được các thực khách ruột của cơm gà ưa thích.
Món cơm gà Hải Nam ở Malaysia cũng được bày bán trong nhiều tiệm ăn và hàng ăn Trung Hoa tại đất nước này, và nó cũng xuất hiện trong nhiều chuỗi hàng quán kinh doanh có tiếng như The Chicken Rice Shop, KFC's Rasamas và Nam Heong. Phần lớn các hàng quán bán cơm gà cũng phục vụ các phiên bản cơm gà chiên, nướng, quay thay cho món gà hấp truyền thống, bao gồm cả gà nướng vỉ hay gà nướng với mật ong.

### Singapore
Sự phổ biến của các hàng quán bán cơm gà Hải Nam với tư cách là một món chính ở Singapore cho thấy mức độ nổi tiếng không thể chối cãi của món này ở Singapore đối với người dân trong nước cũng như khách du lịch nước ngoài. Cơm gà Hải Nam được xem như là quốc thực của Singapore và thường được phục vụ tại các cuộc triển lãm quốc tế, các sự kiện mang tính toàn cầu và tại các nhà hàng Singapore ở hải ngoại. Cơm gà Hải Nam cũng là một trong các món ăn Singapore được phục vụ trên các chuyến bay của Công ty Hàng không Singapore. 

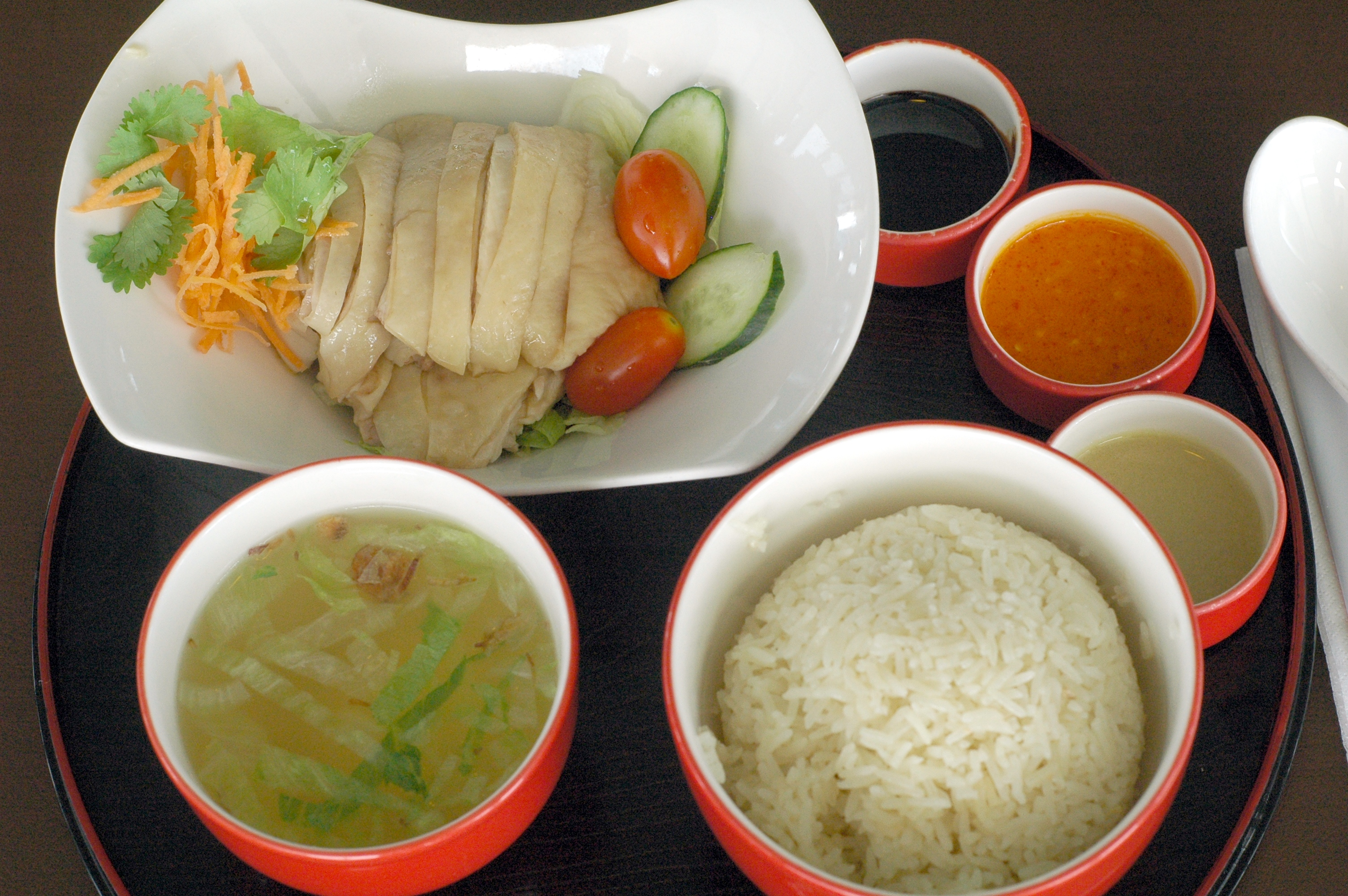
Cơm gà Hải Nam ở Chatterbox, Meritus Mandarin.

Ở Singapore, cơm gà Hải Nam được phục vụ tại các quán ăn ở các khu ẩm thực. Đã có những quán cơm gà đã thành danh và trở thành những thương hiệu nổi tiếng ở Singapore, tỉ như Five Star Hainanese Chicken Rice, Boon Tong Kee, Loy Kee,... Giá cả một phần cơm dao động trong khoảng 2 đến 4 đô-la Singapore, phần cơm giá 4 đô có lẽ đã tính kèm theo cả món chân gà vịt quay. Một số cửa hàng còn bán kèm theo các phần phụ thêm như trứng luộc, gan gà, đậu phụ cứng và cải làn, mỗi phần như vậy tốn từ 50 xu đến 1 đô-la rưỡi. Một số quán ăn khác thì bán suất cơm gà có sẵn các phần trên. Tuy nhiên phần cơm gà thường có kiểu chế biến đơn giản hơn, chỉ bao gồm thịt gà xắt lát với cơm và nước tương nhằm đảm bảo đủ dinh dưỡng trong bữa ăn và tốt cho sức khỏe. Các tiệm ăn do người gốc Hải Nam làm chủ thường phục vụ một số món ăn của miền đảo này và món cơm gà Hải Nam là chủ đạo. Giống như Mã Lai, món cơm gà Hải Nam ở Singapore cũng có một vài biến thể, tỉ như gà chiên, nướng, quay thay cho gà luộc.
Món cơm gà Hải Nam được phổ biến ở Singapore từ thập niên 1950 bởi Moh Lee Twee, người kinh doanh quán cơm gà Swee Kee Chicken Rice Restaurant từ năm 1947 đến năm 1997.

### Thái Lan

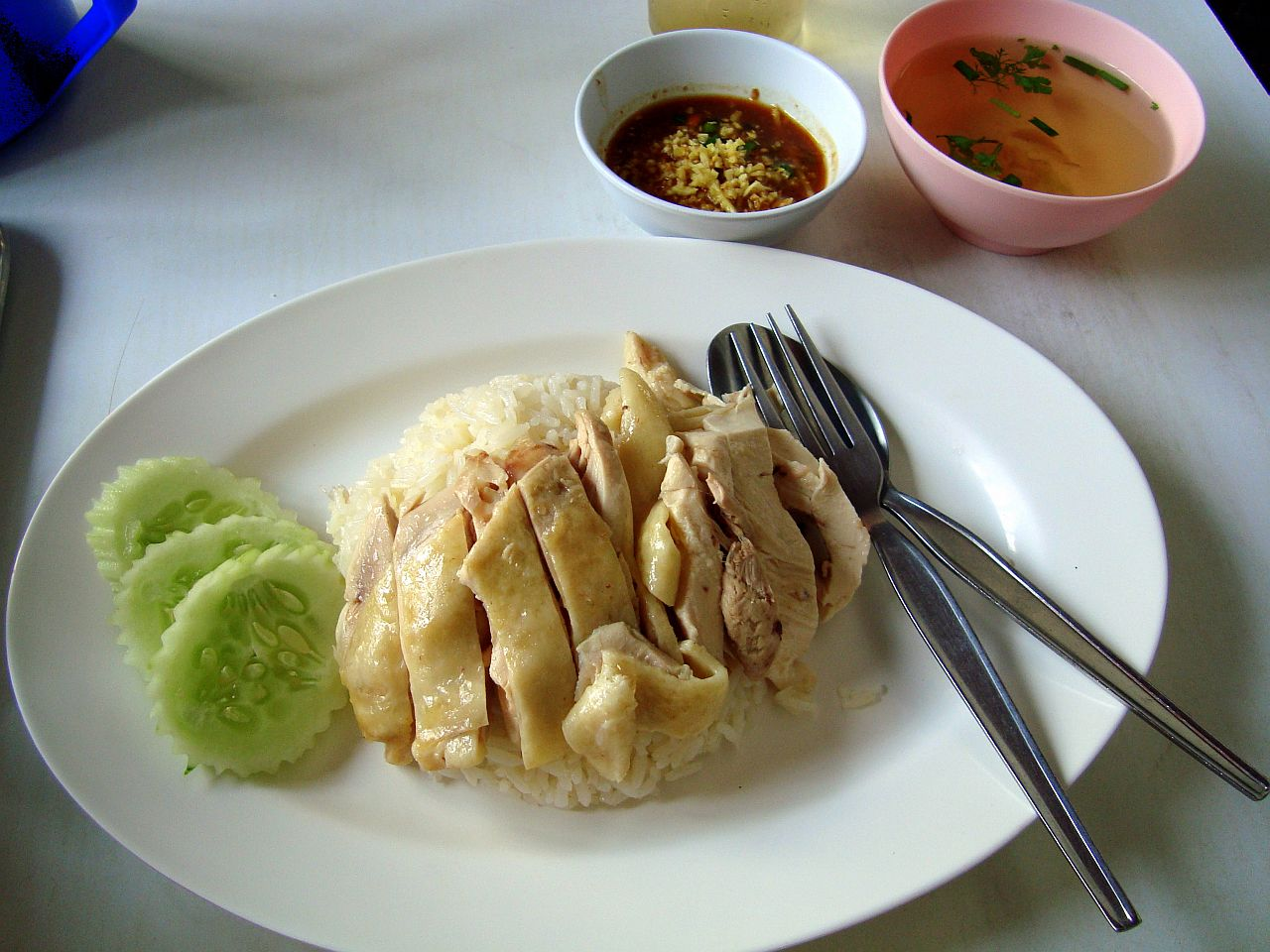
Khao man kai bày bán ở Chiang Mai, Thái Lan

Cơm gà Hải Nam là một món ăn phổ biến trong ẩm thực Thái Lan, trong tiếng Thái nó được gọi là khao man kai (tiếng Thái: ข้าวมันไก่), có nghĩa là cơm gà nhiều dầu. Thịt gà dùng ở Thái Lan trong món này có thể lấy từ các loại gà chăn thả trong vườn ờ địa phương; điều này khiến món ăn trở nên ngon miệng hơn và ít mỡ hơn. Tuy nhiên gần đây thịt lấy từ các gia cầm trong các trại chăn nuôi tập trung quy mô lớn đang được sử dụng nhiều hơn. Món cơm gà Hải Nam của Thái Lan được dùng với dưa leo và đôi khi là huyết gà và rau mùi cùng với một chén canh súp làm từ nước luộc gà. Loại tương dùng cho món cơm gà này được làm từ tương vàng, tương nâu, ớt, gừng, tỏi và dấm. Trong nhiều quán cơm gà truyền thống, món này thường chỉ có sẵn vào giờ ăn trưa.